# 罗纳德·塞姆
罗纳德·塞姆爵士（1903年3月11日—1989年9月4日）是一位新西兰出生的历史学家和古典學家，后移民英国，1949–1970年间任卡姆登古代史教授，主要作品有《罗马革命》（The Roman Revolution，1939）、《塔西佗》（Tacitus，1958）、《萨卢斯特》（Sallust，1964）等。